# The Nylon Curtain
《The Nylon Curtain》은 1982년 6월 28일 발매되어 필 라몬이 프로듀싱한 미국의 싱어송라이터 빌리 조엘의 여덟 번째 스튜디오 음반이다.
《The Nylon Curtain》은 빌보드 200 차트에서 7위로 정점을 찍었으며, 미국에서 200만 장의 판매고를 올렸다. 디지털로 녹음, 혼합, 숙달된 최초의 음반 중 하나이다.